# Ihi
Ihi (også skrevet Ihy) er i egyptisk mytologi en musikgud og en personifikation af lyden fra instrumentet Sistrum. 
Hans navn betyder “sistrum-spiller”.
Han blev desuden set som herre over Sistrumspillet, som fordrev de onde magter. Han var søn af Hathor og Horus og blev typisk afbildet som en dreng med Sistrum og Menat, eller som en nøgen dreng med en finger i munden, ligesom Harpokrates.
Ihi blev tilbedt sammen med Horus og Hathor på Dendera.

## Ekstern henvisning
- Natsunivers.dk Arkiveret 17. december 2005 hos  Wayback Machine

| Religion | Spire Denne religionsartikel er en spire som bør udbygges. Du er velkommen til at hjælpe Wikipedia ved at udvide den. |